# AB Motoracing
AB Motoracing (nome completo Abraham Motor Racing s.r.o.) era una squadra ceca che ha partecipato a competizioni di motociclismo sportivo, fondata da Karel Abraham Senior, proprietario anche del circuito di Brno.

## Storia

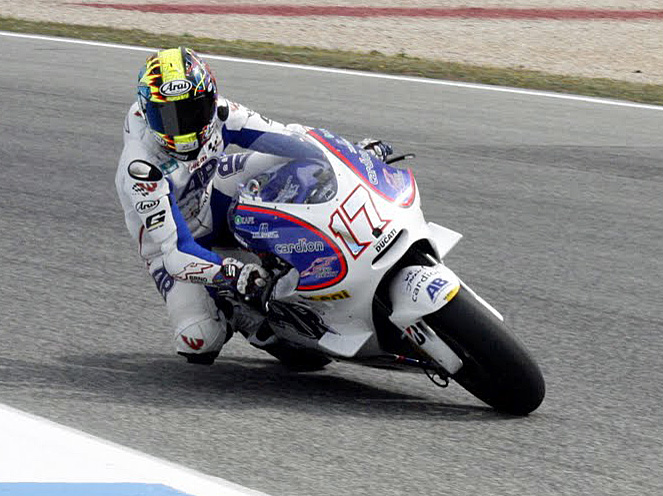
La Ducati Desmosedici del team AB Motoracing nel 2011.

Il team iniziò a gareggiare nel motomondiale nel 2006 con moto Aprilia e con i piloti Karel Abraham in classe 125 e Jakub Smrž in classe 250.
Dall'anno successivo Abraham resta l'unico pilota del team passando a gareggiare in 250. Nel motomondiale 2010 il team prende parte alla classe Moto2 che sostituisce la classe 250, usando il telaio FTR Moto e ottenendo la prima vittoria in occasione del GP di Valencia.
Dal 2011 il team passa in MotoGP correndo con la Ducati Desmosedici e Abraham chiude la stagione al quattordicesimo posto, senza mai andare oltre il settimo posto in gara; il team ottiene la nona posizione nella specifica classifica.
Per il 2012 il team si ripresenta sempre con Ducati e sempre con Abraham come pilota. Il team ottiene di nuovo il nono posto in classifica squadre, frutto di 59 punti conquistati tutti da Abraham.
Per il 2013 Abraham guida una motocicletta con specifiche CRT, la ART. Al posto di Abraham per la seconda parte della stagione viene ingaggiato Luca Scassa. Solo il ceco otterrà punti validi per la classifica mondiale. Il team chiude al tredicesimo posto in classifica costruttori con solo 5 punti ottenuti.
Per il 2014 Abraham passa a guidare una Honda RCV1000R in configurazione Open, i risultati migliorano sensibilmente rispetto alla stagione precedente. Il team ottiene infatti l'undicesimo posto in classifica squadre con 33 punti all'attivo.
Per il 2015 viene schierata una Honda RC213V-RS, né il titolare Abraham, né i suoi sostituti nel corso della stagione riusciranno a ottenere punti mondiali. La squadra chiude quindi la sua ultima stagione nel motomondiale all'ultimo posto in classifica squadre.

### Risultati del team in MotoGP
| Anno | Moto               | Gomme | Piloti        |    |   |     |    |    |   |     |    |    |    |     |     |    |     |    |    |    |   | Punti | Pos. |
| ---- | ------------------ | ----- | ------------- | -- | - | --- | -- | -- | - | --- | -- | -- | -- | --- | --- | -- | --- | -- | -- | -- | - | ----- | ---- |
| 2011 | Ducati Desmosedici | B     | Karel Abraham | 13 | 7 | Rit | 10 | 10 | 7 | Rit | 12 | 12 | 11 | Rit | Rit | 12 | Rit | NP | 10 | AN | 8 | 64    | 9º   |

| Anno | Moto               | Gomme | Piloti          |     |    |     |     |    |    |    |    |  |    |   |   |     |   |    |    |   |   | Punti | Pos. |
| ---- | ------------------ | ----- | --------------- | --- | -- | --- | --- | -- | -- | -- | -- |  | -- | - | - | --- | - | -- | -- | - | - | ----- | ---- |
| 2012 | Ducati Desmosedici | B     | Karel Abraham   | Rit | 17 | Rit | Rit | 12 | NQ | NP |    |  | 10 | 8 | 9 | Rit | 9 | 11 | 10 | 9 | 7 | 59    | 9º   |
| 2012 | Ducati Desmosedici | B     | Franco Battaini |     |    |     |     |    |    |    | 16 |  |    |   |   |     |   |    |    |   |   | 59    | 9º   |

| Anno | Moto     | Gomme | Piloti        |     |    |    |    |    |     |    |    |    |    |    |  |     |    |    |    |     |    | Punti | Pos. |
| ---- | -------- | ----- | ------------- | --- | -- | -- | -- | -- | --- | -- | -- | -- | -- | -- |  | --- | -- | -- | -- | --- | -- | ----- | ---- |
| 2013 | ART GP13 | B     | Karel Abraham | Rit | NP | NP | 15 | 15 | Rit | 15 | 18 | 14 | NP | 19 |  | Rit |    |    |    |     |    | 5     | 13º  |
| 2013 | ART GP13 | B     | Luca Scassa   |     |    |    |    |    |     |    |    |    |    |    |  |     | 17 | 17 | 16 | Rit | 18 | 5     | 13º  |

| Anno | Moto           | Gomme | Piloti        |    |    |    |     |    |    |     |    |    |    |    |    |    |     |     |     |     |    | Punti | Pos. |
| ---- | -------------- | ----- | ------------- | -- | -- | -- | --- | -- | -- | --- | -- | -- | -- | -- | -- | -- | --- | --- | --- | --- | -- | ----- | ---- |
| 2014 | Honda RCV1000R | B     | Karel Abraham | 13 | 14 | 13 | Rit | 15 | 12 | Rit | 14 | 13 | 11 | 14 | 13 | 11 | Rit | Rit | Rit | Rit | 17 | 33    | 11º  |

| Anno | Moto            | Gomme | Piloti          |     |     |    |     |     |    |    |  |     |    |    |    |    |     |    |    |    |    | Punti | Pos. |
| ---- | --------------- | ----- | --------------- | --- | --- | -- | --- | --- | -- | -- |  | --- | -- | -- | -- | -- | --- | -- | -- | -- | -- | ----- | ---- |
| 2015 | Honda RC213V-RS | B     | Karel Abraham   | Rit | Rit | 21 | Rit | Rit | 17 | NP |  |     |    | 21 | 19 | 21 | Rit |    |    |    |    | 0     |      |
| 2015 | Honda RC213V-RS | B     | Hiroshi Aoyama  |     |     |    |     |     |    |    |  | Rit |    |    |    |    |     |    |    |    |    | 0     |      |
| 2015 | Honda RC213V-RS | B     | Toni Elías      |     |     |    |     |     |    |    |  |     | 22 |    |    |    |     |    |    |    |    | 0     |      |
| 2015 | Honda RC213V-RS | B     | Kōsuke Akiyoshi |     |     |    |     |     |    |    |  |     |    |    |    |    |     | 19 |    |    |    | 0     |      |
| 2015 | Honda RC213V-RS | B     | Anthony West    |     |     |    |     |     |    |    |  |     |    |    |    |    |     |    | 23 | 20 | 22 | 0     |      |

| Legenda | 1º posto        | 2º posto            | 3º posto            | A punti      | Senza punti        | Grassetto – Pole position Corsivo – Giro più veloce |
| Legenda | Gara non valida | Non qual./Non part. | Ritirato/Non class. | Squalificato | '-' Dato non disp. | Grassetto – Pole position Corsivo – Giro più veloce |